# Berliner-Joyce XFJ
Berliner-Joyce XFJ là một mẫu thử máy bay tiêm kích hai tầng cánh của Hoa Kỳ vào đầu thập niên 1930.

## Tính năng kỹ chiến thuật (XFJ-1)
Dữ liệu lấy từ Angelucci, 1987. pp. 59-60.
Đặc điểm tổng quát
- Kíp lái: 1
- Chiều dài: 20 ft 7 in (6.27 m)
- Sải cánh: 28 ft 0 in (8.53 m)
- Chiều cao: 9 ft 10 in (2.00 m)
- Diện tích cánh: 179 ft2 (16.63 m2)
- Trọng lượng rỗng: 2.046 lb (928 kg)
- Trọng lượng có tải: 2.797 lb (1.269 kg)
- Động cơ: 1 × Pratt & Whitney R-1340C, 450 hp ( kW)

Hiệu suất bay
- Vận tốc cực đại: 172 mph (277 km/h)
- Tầm bay: 404 dặm (650 km)
- Trần bay: 23.800 ft (7.254 m)
- Vận tốc lên cao: 1282 ft/min (6,5 m/s)

Vũ khí trang bị
- 2x súng máy.30in